# 无界网络
无界网络（UltraSurf）是无界网络公司（UltraReach Internet Corp.）的网站，以法轮功为背景，主要提供破网软件，主要产品是无界浏览和无界通。该网站提供的软件可以用于突破防火长城（GFW）的封锁。

## 公司介绍
无界网络创立于2002年，总部位于美国硅谷。无界网络公司提供的产品主要是无界浏览和无界通软件，该软件可以免费下载。软件除了中文版外，还有英文版。美國參議院2011年2月15日公佈的報告称，一些翻牆軟件，如自由門和無界網絡，是兩家由法轮功成員建立的公司開發的，這些軟件用於幫助中國大陸網民及法轮功學員翻越防火長城。

## 效果
据美国参议院2011年2月15日公布的报告显示，埃及、叙利亚、伊朗、沙特阿拉伯、缅甸和越南等国民众使用自由门和无界网络等软件以翻越自己国家的互联网审查。该报告指出，由法轮功学员研发的自由门和无界网络是目前最有效的翻牆软件。纽约时报专栏作家、普利兹奖得主纪思道（Nicholas Donabet Kristof）2009年撰文宣称，法轮功学员开发的突破网络封锁软件，将推倒21世纪独裁者的「柏林牆」。
据法国国际广播电台报导，在伍嘉贤所做的网络调查统计中，网民们使用最多的是自由门、无界浏览、Puff等翻牆工具，71%的人使用这些工具来翻牆。

## 资金来源
翻牆软件在独裁国家所产生的影响引起关注，在美國智库哈德逊研究中心（Hudson Institute）长期专注宗教自由的研究员、同时也是前里根政府官员霍洛维茨（Michael Horowitz）的遊說下，《纽约时报》专栏作家、《华尔街日报》、《华盛顿邮报》的社论版要求美国国务院资助互联网自由软件公司；共和党参议员布朗巴克（Sam Brownback）更扬言，若不将资金分发出去，就暂停国务院官员的任命审核。
2010年5月，美国国务院决定拨款150万美元給技术上有优势的全球网络自由联盟（Global Internet Freedom Consortium），此聯盟由法轮功學員所創立。2011年3月4日，全球网络自由联盟创办者之一的电脑工程师黄艾伦表示，全球网络自由联盟的加盟成员都是法轮功学员组建的公司：“网络自由联盟是由四家公司组成的非盈利机构，他们在推广破网软件中起到了巨大作用：有无界浏览，有自由门，有花园网，还有火凤凰、世界通。现在还有其他破网软件也出现了，但是网络自由联盟开发的软件用户最多、也最强有力。”
美国参议院2011年2月15日公布的报告，严厉指责国务院在使用由「互联网审查翻牆技术委员会」（Congress for Internet Censorship Circumvention Technology）筹集的资金在使用落实上进展缓慢。报告建议，这笔资金今后由广播理事会支配，该机构负责监管美国之音、自由亚洲电台和其它美国广播电视网络。报告称，自2008年以来，美国国务院共获得5,000万美元资金用于互联网自由项目，但其中3,000万美元至今尚未使用，而使用的款项中用于互联网翻牆技术的微乎其微。